# Papanikolau test
Papanikolau test, PAP test PAPA test, (engl. Papanicolaou stain), je jednostavna i bezbolna metoda ispitivanja ćelija u uzetom materijalu, sa prednje i zadnje usne i kanala grlića materice. Od uzetog uzorka se pravi citološki razmaz koji se fiksira na mikroskopskoj pločici i boji po metodi Papanikolau. Posle bojenja vrši se mikroskopska analiza morfoloških osobina ćelija u toku koje se mogu otkriti znaci zapaljenja grlića, uzročnici infekcije, dobroćudne i zloćudne ćelije i druge patohistološke promene.
Papanikolau test je metoda dopunskog ispitivanja u okviru ginekološkog pregleda koja ima za cilj rano otkrivanje prekanceroznih i kanceroznih promena ćelija grlića materice, koje prethode karcinomu... „Od uvođenja Papanikolau testa, stopa javljanja raka grlića maternice je opala za oko 70 posto, a životi milioni žena su produženi“...

## Istorijat
Dijagnostičku metodu je 1953. osmislio američki patolog grčkog porekla Jorgos Papanikolau (Georgios Nicolas Papanicolaou, 1883—1962), koja je po njemu dobila naziv »Papanilkolau test«, (PAPA test ili PAP test). Papnikolau je još 1928. uočio da se rak maternice može otkriti primenom mikroskopa ispitujući ćelije iz tkiva, nakon struganja površina unutrašnjosti vagine. Bilo je potrebno nekoliko desetina godina da medicinske nauke prepozna značaj Papanikolau testa. Američka medicinska udruženja su tek 1960. počela da preporučuje svojim lekarima godišnju primenu ovog testa. Papanikolau je umro (1962) samo dve godine, nakon što je je njegov test dokazao efikasnost i postao poznat kao rutinska metoda koja se primenjuje širom sveta. ...„Od uvođenja Papanikolau testa, stopa javljanja raka grlića maternice u Severnoj Americi je opala za oko 70 posto, a životi milioni žena su produženi....Papanikolaou je osmislio i poboljšani testa za otkrivanje raka želuca.“
Za tumačenje rezultata Papanikolau testa 1954. godine uvedena je klasifikacija, koja se dugo koristi u ginekološkoj praksi;
- PAPA  - uredan nalaz
- PAPA - netipične zapaljenske promene
- PAPA  - displazija: blaga, srednje teška ili teška
- PAPA  - karcinom in situ
- PAPA  - sumnja na invazivni karcinom.

Dvadesetak godina kasnije 1988. uveden je „nova klasifikacija“ citoloških nalaza grlića materice, pod nazivom „ Betezda sistem “ (engl. "The Bethesda System 1988"), koja je revidirana tokom 1991,Apgar, B. S.; Zoschnick, L.; Wright Jr, T. C. (новембар 2003). „The 2001 Bethesda System terminology”. The 2001 Bethesda System Terminology Am Fam Physician. 68 (10): 1992—1999. PMID 14655809.</ref> a zatim i 2001. i koja uključuje i opisnu dijagnozu. Danas se ova klasifikacija primenjuje u mnogim zemljama sveta.
Klasifikacija je ime dobila po gradu Betezda (u državi Merilend) u kojem je prvi put javno prikazana..

## Primena
Papanikolau test, ponekad nazivan Pap test, PAPA test ili cervikalni citološki pregled, je jednostavna dopunska dijagnostička metoda kojom se mogu otkriti abnormalne ćelije u grliću materice. On omogućava ranu dijagnozu i pravovremeno lečenje, što sprečava da abnormalne ćelije postanu maligne, postanu rak i ugroze život ženi. Redovna primena Papanikolau testa smanjuje mogućnosti da se pravovremno ne uoče abnormalne ćelije. Ukoliko se i desi da one ne budu uočene, na nekom od narednih Papanikolau testa, nakon izvesnog vremena, one se mogu naći.
Zato se izvođenje Papanikolau testa, kao sastavnog dela redovnog ginekološkog pregleda, obavezno preporučuje jednom godišnje:
- Seksualno aktivnim ženama
- Ženama starijim od 18 godina,
- U toku i nakon lečenja bolesti genitalija.

Ukoliko je medicinski opravdano test se može izvoditi na šest meseci a prema potrebi i češće, jer su istraživanja pokazala da se redovnim i pravovremenim Papanikolau testom i do 90% može smanjiti rizik umiranja od raka grlića materice.
Nažalost oko 30% nalaza Papanikolau testa u Srbiji nije verodostojan jer i žena sa urednim nalazom može imati prekanceroznu promenu. Zbog toga u Srbiji ginekolozi obavljaju preglede u kraćem vremenskom intervalu, a najmanje jednom godišnje, sve do dva negativna, uzastopna nalaza Papanikolau testa, nakon čega se pregledi proređuju na jednu dve i tri godine.
Problem kod ovih testiranja može biti taj, što humani papiloma virusi koji su česti i prenose se seksualnim odnosom mogu prouzrokovati promene u ćelijama koje su potpuno bezopasne, a sliče prekancerozi. Da bi se tačno odredilo da li su te promene na ćelijama bezopasne ili potencijalni rak, potrebno je, napraviti nekoliko kontrolnih pregleda, sve dok rezultat testa ne postane potpuno normalan.
Američko udruženje za akušerstvo i ginekologiju (engl. Amercian College of Obstetricians and Gynecologists (ACOG))  2009. godine je preporučila novo Uputstvo za primenu Papanikolau testa (koje se od 2010. primenjuje u SAD i Kanadi) u kome savetuje nešto drugojačije termine za primenu Papanikolau testa (koji se razlikuju od onih u Srbiji).
Po preporuci ovog udruženja (navedenom u njihovom Uputstvu namenjenom edukaciji žena) testiranja treba radi;
- Prvi put nakon navršene 21. godine. Sa testom se može početi i ranije, samo ukoliko je osoba seksualno aktivna pre 21. godine života (ili 3 godine nakon početka polnog odnosa).
- Od 21 do navršenih 30 godina života, na svake dve godine,
- Posle navršenih 30 godina života na svake tri godine, u kombinaciji s HPV tesom, ako pacijentica;

• u anamnezi nema umerenu ili tešku displaziju
• nije zaražena virusom humane imunodeficijencije (HIV)
• ako imunski sistem nije oslabljen (npr. nakon presađivanja organa)
• ako pre svog rođenja nije bila izložena dejstvu dietilstilbestrola.
- Strogo individualno ili od 65 ili 70 godine života (po tom pitanju nije zauzet jasan stav struke)[10] može se prestati sa testiranjem nakon tri normalna Papanikulau i HPV testa u poslednjih 10 godina života, izuzev ako kod pacijentice postoje faktori rizika koji uključuju seksualnu aktivnost, sa više partnera i postojanje poremećaja u prethodnom periodu života.

Ovo uputstvo značajno odstupa od prethodnog, koje je savetovalo da se sa testiranjem počne od 18. godine života, i izvodi najmanje jednom godišnje. Kao razlog za izmenu termina testiranja navodi se; vrlo retko obolevanje od raka grlića materice u starosnoj grupi žena između 18-21 godine života, (koja je ranije bila ciljna grupa za rano otkrivanje ove bolesti) i dosta spor razvoj bolesti koji traje više godina, što opravdava u Uputstvu predložen duži vremenski interval od godinu dana. Uputstvo je doneseno kako bi se sprečili brojni nepotrebni testovi žena koje nemaju rak grlića materice. Prema rečina dr Iglesia iz ovog udruženja... „Adolescenti su više puta tretirani za nešto što obično prolazi samo od sebe, a znamo da nepotrebni tretmani kompromituju grlić maternice i povećavaju rizik kod tinejdžerki za pojavu prevremenog porođaja u kasnijem životu.“...i u svojoj izjavi naglasio...„da iako većini mladih tinejdžerki više nije potreban Papanikolau test, one treba da nastave sa redovnim godišnjim posetama svom ginekologu.“..

## Postupak

### Priprema za test
Najbolje vreme za uzimanje uzorka za citološki pregled je sredina menstrualnog ciklusa (10-20 dana nakon prvog dana poslednje menstruacije). Dva dana pre odlaska na pregled žena treba da izbegava tuširanje vagine ili umetanje vaginalnih lekova, spermacidnih pena, krema ili tableta kako ne bi nastalo ispiranje ili „maskiranje“ izmenjenih ćelije. Najmanje 24 časa pre pregleda ne treba imati seksualne odnose.

### Izvođenje testa

#### Klasičan način
Papanikolau test je relativno jednostavna metoda, koja traje samo nekoliko minuta, i izvodi se u toku ginekološkog pregleda. Ginekolog specijalnim instrumentom (spekulumom) ulazi u vaginu i kroz njegov otvor specijalnim drvenim štapićem (na čijem se jednom kraju nalazi komadić vate), ili četkicom uzima uzorak materijala za citološki pregled sa prednje i zadnje usne grlića materice i iz kanala grlića materice.
Od uzorka se u mikrobiološkoj laboratoriji pravi citološki razmaz (ćelije grlića materice se razmažu po predmetnom staklu i boje specijalnim bojama) u kojem se pod mikroskopom gledaju znaci zapaljenja grlića materice, uzročnici infekcije, dobroćudne i zloćudne ćelije i druge promene.

#### Primena tankoslojnog tečnog razmaza
Aprila meseca 1996, održana je Konsenzus konferencija o raku grlića maternice, koju je sazvao National Institutes of Health (NIH). Konsenzusom na ovoj konferenciji je zaključeno:
- da jedna polovina lažno negativnih Papanikolau testova nastaje zbog neadekvatne pripreme i nepravilnog uzorkovanja materijala,
- da druga polovina lažno negativnih testova nastaje zbog neuspešne identifikacije ili interpretacije ispravno uzetih uzoraka.

Iako je konvencionalni Papanikolau test izuzetno pouzdan u većini slučajeva (do 80%), učesnici konferencije su zaključili da je potrebno uvođenje novih metoda prikupljanja i čitanja preparata kako bi se smanjio broj lažno negativnih rezultata.
Pored potrebe za osavremenjivanjem tehnike izvođenja Papanikolau testa, novouvedeni „Betezda sistem“ (1988) klasifikacije promena nađenih u toku testiranja zahtevao je da se laboratorijski utvrdi da u uzorku postoji dovoljno ćelija grlića maternice, kako bi se rezultat vrednovao kao pozitivan. Betezda sistem nametnuo je jasno razvrstavanje uzorka testa pre njegovog očitavanja kao: *"zadovoljavajući uzorak za procenu" ili
- "nezadovoljavajući uzorak za procenu."

Zato je u SAD, a nešto kasnije i u još nekim zemljama sveta, uvedena primena nove metode uzorkovanja i interpretacije materijala sa grlića materice, koja se zasniva na tzv. „primeni pločice (slajda) sa tankoslojnim razmazom tečnosti“ (engl. Liquid-based thin-layer slide preparation) koja može olakšati traženje abnormalnih (prekanceroznih) ćelija.
Kod ove metode ćelije sa grlića maternice se uzorkuju četicom, drvenom špatulom ili drugim instrumentom za prikupljanje materijala. (vidi sliku) Instrument (četkica, špatula) se zatim ispira u bočici sa tečnošću za konzervaciju (očuvanje) ćelija, i u što kraćem vremenu šalje u laboratoriju gde se priprema tankoslojni tečni preparat (staklena pločica-slajd) za vizuelno ili automatsko očitavanje rezultata,. Za automatsko očitavanje se koriste računarski čitači, (engl. Computer automated readers), koji daju bolje, poboljšane rezultate očitavanja nalaza. Ova tehnologija koristi specijalni mikroskop, koji prenosi sliku ćelija u računar i računarski program koji vrši analizu slike i u njoj traži abnormalne (prekancerozne i kancerozne) ćelije.
Dosadašnji rezultati dobijeni primenom ove metode ukazuju da je ona jednaka ili još osjetljivija nego Papanikolau test. Brojne studije tačnosti tankoslojne razmaza tečnosti u odnosu na monoslojnu citološku metodu pokazale su:
- senzitivnost testa od 61%[13] do 66%[14] i
- specifičnost testa od 82%[13] do 91%[14],

Istovremeno druge , ali ne sve studije, navode povećanu osjetljivost monoslojne citologije u odnosu na tankoslojni tečni razmaz.

### Nedostaci
Papanikolau test poseduje i neke nedostatke i tehnička ograničenja, zbog čega najveća osetljivost testa nije veća od 80% (75-80%)... „To znači da u najboljem slučaju svaka peta žena koja ima predstadijum karcinoma ili rani karcinom (CIN) dobije lažno negativan (uredan) nalaz Papa testa...“ Test je lažno pozitivan kada pokazuje promene koje objektivno ne postoje, a lažno negativan kada ne pokazuje promene koje žena ima. Iako se ne javljaju često, ovakvi (nepouzdani) nalazi mogu uzrokovati kod žene nepotrebnu zabrinutost, ili odložiti potrebno lečenje. Da bi se tačno odredilo da li su te promene na ćelijama bezopasne ili su potencijalni rak, potrebno je, napraviti nekoliko kontrolnih pregleda sve dok rezultat ne postane potpuno normalan.
Zato se u ginekološkoj praksi pored redovnih (prema potrebi i čestih ponavljanja testa) koriste i nove metode ili dopunske patohistološke metode pregleda materice. U kombinaciji sa drugim metodama (kolposkopija i histologija) tačnost testa raste i do 95 posto.

## Tumačenje nalaza Papanikolau testa
Nalaz Papanikolau testa može biti;
Uredan
Sa znacima zapaljenja eventualno i uzročnicima zapaljenja, ali bez promena u epitelnim ćelijama;
Izmenjen-patološki, kada su u nalazu otkrivene izmenjene ćelije. Izmenjen nalaz ne označava uvek pojavu karcinom, kao ni da takvo stanje bezuslovno prelazi u karcinom, mada neke od tako promenjenih (displastičnih ćelija) imaju veću verovatnoću da postanu maligne.

### Skraćenice, pojmovi i klasifikacije koje se koriste u Papanikolau testu
Kako bi čitaocu olakšali da shvati i pravilno protumači rezultate Papanikolau testa (koji su često zbunjujući i mogu izazvati strah kod žena) u narednom delu biće prikazane sve skraćenice i svi pojmovi i klasifikacije koje se koriste u Srbiji i u svetu za tumačenje nalaza.

#### Cervikalna intraepitelna neoplazija -
Tumačenje pojmova
- cerviks (lat. Cervix uteri) je vrat materice,
- epitel je površinski sloj ćelija,
- neoplazija je novostvoren (abnormalan rast ćelija).

CIN ili intraepitelna neoplazija — označava stvaranje abnormalnih površinskih ćelija na vratu materice. CIN se razvrstava u tri nivoa (umeren i I – III), od kojih svaki označava debljinu zahvaćenosti epitela. 

#### Skvamozna intraepitelna lezija -
Tumačenje pojmova
- Skvamozno - odnosi na tanke ćelije na spoljnoj površini vrata materice.
- Lezija (oštećenje) - odnosi se na abnormalno tkivo.
- Intraepitelna lezija - označava da su promene lokalizovane samo u površinskom sloju ćelija.

Skvamozna intraepitelna lezija SIL
SIL se razvrstava u dve kategorije i označava kao - niski i visoki stepen oštećenja.
- Niski stepen  (engl. low SIL) označava rane promene veličine, oblika i broja ćelija.
- Visoki stepen  (engl. high SIL).  podrazumeva prekancerozne ćelije koje se značajno razlikuju od normalnih.

#### Atipične skvamozne, odnosno glandularne ćelije neodređenoga značenja - ()
Tumačenje pojmova
- Netipične skvamozne (tanke) ili glandularne (žlezdane) ćelije neodređenog značenja (engl. ASCUS i AGCUS - atypical squamous (glandular) cells of undetermined significance), koriste se za opisivanje slučajeva u kojima nije moguće postaviti dijagnozu (zbog, npr. loše tehničke pripreme uzorka, jakog zapaljenja ili degenerativnih promena na ćelijama)

Ove abnormalnosti ne ispunjavaju uslove za CIN, SIL ili displaziju. Kod prosečno 5-10 posto pacijentica nakon daljih ispitivanja se otkriva SIL visokog stepena ili, retko, invazivni karcinom. 

#### 
Ovaj izraz podrazumeva pojavu ćelije karcinoma u površinskom delu ćelijskog sloja grlića materice, koje se nisu proširile u dublje tkivo. 

#### Karcinom vrata materice
Cervikalni karcinom, invazivni cervikalni karcinom, invazivni karcinom vrata materice, nastaje daljim širenjem ćelija karcinoma dublje u tkivo materice ili u druga (okolna) tkiva i organe.

#### Vulvarna intraepitelna neoplazijai vaginalna intraepitelna neoplazija
Abnormalne promene ćelija vulve i vagine slične onima na vratu materice. Zbog problem u dijagnostikovanju planocelularnog karcinoma vulve jer su njene ćelije slične normalnim rožnatim ćelijama vulve, primenjuje se ova vrsta označavanja.

#### Humani papiloma virus
Humani papiloma virus (HPV) je česta polno prenosiva bolest koja pogađa muškarce i žene. Do danas je registrovano preko 80 različitih sojeva (HPV), a većina njih ne predstavlja bilo kakav zdravstveni rizik. Međutim, neki sojevi (HPV) uzrokuju pojavu genitalnih bradavice kod muškaraca i žena. Kod žena oni mogu izazvati ćelijske promene (displazije) koje predstavljaju potencijalnu opasnost za pojavu raka grlića materice. Jedan od glavnih faktora rizika za pojavu raka grlića maternice je (HPV). Procjenjuje se da se svake godine milion novih slučajeva inficira (HPV), i da je 20% do 40% polno aktivnih žena zaraženo (HPV).

#### Pojam i oblici displazija ćelija grlića materice
Stanje u kojem se epitelne ćelije grlića materice svojom veličinom, izgledom i sazrevanjem razlikuju od normalnih epitelnih ćelija ali još nisu maligne označava se kao displazija ili prekaancerozno stanje. Displastične ćelije u sebi poseduju potencijal da postanu maligne i zato se displazija označava i kao prekancerozno stanje.
Displazija se može javiti u oko 2-5% žena, a rizik prelaska u karcinom iznosi 10-15% odnosno 30-50% ako se radi o CIS.
Displastične ćelije mogu biti više ili manje promenjene, pa ginekolozi razlikuju tri nivoa displazije, koji se često označavaju i terminom CIN I do III (cervikalna intraepitelna neoplazija) u zavisnosti od debljine zahvaćenog epitela ili terminom SIL (skvamozna intraepitelna lezija), koji se takođe odnosi na displastične ćelije grlića materice, (pri čemu je SIL niskog nivoa ( od engl. low grade) a SIL visokog nivoa ( od engl. high grade):
Blaga (lakša) displazija, (CIN I), (LSIL)
Karakteriše se slabo izraženim promenama u površinskim ćelijama, čije su citoplazme uredne, jedra blago povećana, nepravilnog oblika, jače obojena. Jedro zauzima više od trećine površine ćelije. U ovoj displaziji može se očekivati spontano povlačenje promena u oko 50-80% slučajeva tokom prve godine, čak i uz pozitivan nalaz visokorizičnog HPV.
Umerena (srednje teška) displazija, (CIN II), (HSIL)
Promene su lokalizovane u površinskim i dubokim ćelijama do dve trećine debljine epitela, pri čemu je sloj bazalnih ćelija jasno proširen sa većim brojem mitoza (umnožavanje ćelija), kao i većim brojem ćelija sa netipičnim jedrom, odnosno netipičnog izgleda. Jedro zauzima polovinu površine ćelije.
Teška displazija, (CIN III), (CIS, HSIL) ili (lat. carcinoma in situ)
Ovaaj oblik displazije za razliku od invazivnog karcinoma, nije probio bazalnu membranu (koja razdvaja epitel od vezivnog tkiva s krvnim i limfnim sudovima koje se nalazi ispod epitela), pa je još uvek ograničen samo na epitel. Kod karcinoma „in situ“ (CIS) znakovi normalne građe epitela i sazrevanja ćelija u potpunosti nedostaju.
Karcinom grlića materice (cervikalni karcinom, invazivni cervikalni karcinom)
Karcinom grlića materice nastaje kada tumorske ćelije probiju bazalnu membranu i prošire se dublje u tkivo materice ili u druga tkiva i organe.
Patohistološki nalaz u ovom obliku displazije karakteriše; više od dve trećine debljine epitela je zahvaćeno displastičnim promenama, promenjena jedra nalaze se u svim slojevima ćelija.
Postoji i nalaz atipičnih skvamoznih, odnosno glandularnih (žlezdanih) ćelija neodređenoga značenja (ASCUS odnosno AGCUS) u stanjima kada abnormalnosti ne ispunjavaju kriterijume za CIN, SIL ili displaziju. Kod prosečno 5-10% pacijentkinja s ovakvim nalazom se nakon daljnjih pretraga otkriva  visokog nivoa ili, retko, invazivni karcinom.

#### Betezda sistem (klasifikacija)
Za tumačenje rezultata Papanikolau testa često se koriste, neki pojmovi koji mogu biti zbunjujući. Da bi se izbegli ti problemi u SAD je uvedan Betezda sistem (TBS) za klasifikaciju Papanikolau testa, koji je osmišljen od strane Nacionalnog instituta za kancer SAD (engl. United States National Cancer Institute (NCI)) kako bi omogućio pružanje detaljnijih informacija o rezultatima Papanikolau testa. Sistem poboljšava komunikaciju između zdravstveni radnika koji primenjuju Papanikolau test u dijagnostici i specijalista patologa (citologa), koji istražuju vrste ćelija grlića maternice i pružaju informacije o kvalitetu uzorka ćelija i vrsti pronađenih ćelijskih promena. Zato većina laboratorija u Sevrnoj Americi i drugim zemljama sveta koristiti "Betezda sistem" kako bi opisali rezultate Papanikulau testa.
Betezda sistem za opisivanje razultata Papanikolau sastoji se od tri glavna dela;

##### Kvalitet uzetog uzorka
Pre citološkog pregleda vrši se početni pregled preparata i daje procena kvaliteta uzetog uzorka za analizu, koja može biti;
- Uzorak je zadovoljavajući za vrednovanje.
- Uzorak nezadovoljavajući za vrednovanje- razlog: npr.premali broj uzorkovanih ćelija.

##### Uopštena - preliminarna, kategorizacija rezultata (opciono)
U uopštenoj klasifikaciji se navodi da li su prikupljene ćelije normalne ili abnormalne, a nađene ćelije ćelija se najčešće opisuju kao:
- Negativan nalaz, normalne ćelije bez intraepitelnih lezija ili raka (malignoiteta).
- Abnormalnost epitelnih ćelija je prisutna.[22]
- Ostali nalaz, (npr nađene su endometrijalne ćelije u nalazu, bakterijska infekcija itd)

##### Opisna dijagnoza (kada su prisutne abnormalnost u Papanikolau testu)
Detaljne informacije iz opisne dijagnoze koje će biti uključene u ovu kategoriju rezultata (kod prisutne abnormalnosti u nalazu) primenom Batezda sistema date su u ovoj tabeli;
Betezda sistem za klasifikaciju Papanikolau testa (razvrstavaje nalaza po grupama)
| Nalaz                                                                                             | Tumačenje-opis nalaza |
| ------------------------------------------------------------------------------------------------- | --- |
| Normalan (negativan)                                                                              | - Nema znakova za rak ili prekancer |
| Atipične skvamozne ćelije neodređenog značenja (ASC-US)                                                 | - Otkrivene su promene u ćelijama grlića materice. - Promene su gotovo uvek znak HPV infekcije, ali mogu označiti i postojanje prekancera. - je najčešći abnormalan nalaz Papanikolau testa. |
| Skvamozne intraepitelne lezije (SIL)                                                                   | - Abnormalne promene vide se u ćelijama koje mogu biti znak prekancera. - niskog stepena može biti ili visokog stepena (HSIL). Ove ocene se odnose na ocenu displazije i . - gotovo uvek ukazuje na to da je HPV infekcija prisutna, ali takođe može ukazivati i na blaže prekancerozne promene. je vrlo čest i obično nastaje kod nepreduzetog lečenja. - pokazuje više ozbiljnih promena. je težak oblik i najvjerojatnije nastaje kao rezultat napredovanja toka raka (karcinoma). |
| Atipične skvamozne ćelije, ne mogu se isključiti HSIL (ASC-H)                                                 | - Promene u ćelijama grlića materice su pronađene. Promene nemaju jasan oblik ali bi mogle biti. - Dalje testiranje je potrebno |
| Atipične žlezdane ćelije ili atipične skvamozne, odnosno glandularne ćelije neodređenoga značenja | - Ćelijske promene koje su jasno vidljive ukazuju na prekancerozu gornjeg dela grlića materice ili tela materice. - Atipične žljezdane ćelije (ACG) uključuju: Endocervikalne ćelije (iz cervikalnog kanala). Ćelije endometrijuma. Ove ćelije se obično nalaze u maternici. Njihova prisutnost u vratu maternice može se pojaviti u menstruacije žena, ali bi bilo abnormalno u postmenopauzu žena koje nisu na hormonskoj supstitucionoj terapiji. - Žljezdane ćelije.        |
| Rak (karcinom)                                                                                    | - Adenokarcinom: Endocervikalni, Endometrijuma, Vanmaterični - Moguće je širenje abnormalnih ćelija u grlić materice ili u druga tkiva. |

## Galerija nalaza Papanikolau testa
- Prikaz normalnog Papanikolau testa.
- Normalne (skvamozne) epitelne ćelije u premenopauzi žene
- Atrofične (skvamozne) epitelne ćelije u premenopauzi žene.
- Infekcija Trihomonijazom u Papanikolau testu
- Kandida u Papanikolau testu.
- Virusima herpes zostera izazvane citopatološke promene u Papanikolau testu.
- U dobro uzetom uzorku, na pločici moraju biti prisutne normalne ćelije cervikalnog kanala.
- Atipične ćelije u razmazu Papanikolau testu.
- Gubitak citoplazme u skvamoznim epitelnim ćelijama i prisustvo Dederlajnovih bacila.
- Endocervikalni adenokarcinom u Papanikolau testu.

## Napomene
1. ↑  Američko udruženje za akušerstvo i ginekologiju (ACOG) je nacionalna medicinska organizacija koja zastupa više od 52.000 članova koji pružaju zdravstvenu zaštitu ženama Amerike.

## Vidi Još
- Pregled vaginalnog sekreta
- Tumori

## Spoljašnje veze
- „Imaginis - Pap Smear information”. Архивирано на веб-сајту  (9. фебруар 2010)
- The Pap Test: Questions and Answers — National Cancer Institute — from the U.S.'s National Cancer Institute
- Pap Smear — from eMedicineHealth
- The UK's „National Association of Cytologists”. Архивирано на веб-сајту  (3. јануар 2012)
- British Society for Clinical Cytology
- NHS Cervical Screening Programme — from the UK's National Health Service

|  | Molimo Vas, obratite pažnju na važno upozorenje u vezi sa temama iz oblasti medicine (zdravlja). |